# IO Donna
iO Donna è una rivista italiana rivolta principalmente al pubblico femminile e distribuita come supplemento del sabato del Corriere della Sera dal marzo 1996; è la prima rivista femminile distribuita come supplemento di un quotidiano italiano. La rivista presenta articoli su arte, spettacolo, cultura, moda, cosmetici, intrattenimento, arredamento e cucina, nonché diverse rubriche.

## Storia editoriale
Viene pubblicato a Milano da RCS Pubblicità, divisione della società RCS MediaGroup. Il settimanale è stato diretto inizialmente per diversi anni da Fiorenza Vallino; da gennaio 2010 al febbraio 2018 venne diretto da Diamante D'Alessio e, dal 6 febbraio 2018, da Danda Santini.
Il sito web di iO Donna è stato lanciato nel 2012.
La tiratura di iO Donna è stata di 514 946 copie da dicembre 2002 a novembre 2003. Nel 2007 erano 502 057 copie. La sua tiratura media è stata di 435 000 copie nel 2009 e di 439 023 copie nel 2010.
Dal 2015 Diamante D'Alessio è caporedattore del settimanale che propone articoli di arte, cultura, moda, cosmesi, spettacolo, arredamento e cucina.
Nel 2005 anche il quotidiano spagnolo El Mundo, sempre di proprietà RCS, ha iniziato a distribuire un supplemento femminile, Yo Donna, sul modello di iO Donna.
Tra i collaboratori sono stati Silvia Vegetti Finzi, Claudio Risé, Shere Hite.